# 琼崖专区
琼崖专区，中华人民共和国广东省已撤销的行政区，在今海南省境（原属广东省，1988年设海南省）。1949年置，专员公署驻琼山县（今海口市琼山区）。辖海口市及琼山、文昌、定安、万宁、澄迈、临高、儋县、陵水、保亭、崖县、乐东、昌江、琼东、乐会、白沙、感恩16县。
1950年，由琼山、定安2县析置新民县；撤销昌江、感恩2县，合并设昌感县。同年，撤销琼崖专区，改置海南行政区（副省级）。